# Universaltransistorer og universaldioder
Forkortelserne TUN, TUP, DUS, DUG er begreber indenfor hobbyelektronik for universaltransistorer og universaldioder  og står henholdsvis for "Transistor-Universal-NPN", "Transistor-Universal-PNP", "Diode-Universal-Silicium" og "Diode-Universal-Germanium". De blev indført i året 1971 af tidsskriftet Elektor.
Disse elektronikkomponenter indeholder "universal" som en del af deres navn, fordi de kan anvendes meget bredt og samtidig er lette at skaffe, da deres mindstekrav er valgt, så mange halvlederkomponenter kan anvendes fx de billigste eller lettest tilgængelige. Byggesæt kan designes med disse universale halvlederkomponenter, så det er lettere at finde halvlederkomponenterne; både for byggesætspakkere og hobbyfolk. Fx kan byggesætspakkere og hobbyfolk i stedet købe mange ens halvlederkomponenter med rabat, i stedet for specifikke; som kan være dyrere, med lang leveringstid - eller som er udgået hos producenter og forretninger.

## Baggrund og historie
Da transistorer i 1970'erne blev mere bredt anvendt indenfor hobbyelektronik og da transistorer kunne fås i mange prisklasser, og grundet overgangen fra germaniumtransistorer til siliciumtransistorer, fandtes der mange siliciumtransistor varianter som kun adskilte sig lidt fra hinanden. Når et fagtidsskrift offentliggør byggebeskrivelser, er der en fare for, at de nævnte transistorer og dioder ikke er mulige at levere det sted, hvor læseren bor.
En mulig udvej er en omfattende transistorsammenligningstabel som læserne kan slå alternative transistorer op i.
Tidsskriftet Elektor valgte en anden løsning: Elektor definerede (forholdsvis lave) mindstekrav for NPN-transistorer og PNP-transistorer, som mange standardtyper fra forskellige producenter og deres komponenters produktkoder opfyldte. Som betegnelse for disse transistorer anvendtes henholdsvis TUN og TUP. I starten opfyldte fx BC109 TUN-kravene - og BC178 TUP-kravene; begge har TO-18 metalhus. I dag (2018) opfylder fx BC547 TUN-kravene og BC557; begge har TO-92 kunststofhus. BC547 og BC557 findes henholdsvis også i SMD-varianterne BC847 / BC857.
Elektor's koncept omfatter også dioder i varianterne germanium (lille ledespændingsfald); DUG - og silicium (højere frekvenser, mindre lækstrøm); DUS. Som DUS kan 1N4148 fx anvendes  - og som DUG kan AA116 fx anvendes.
I 1970'erne understøttede mange elektronikforretninger konceptet. I 1980'erne mindskes interessen i konceptet. I mange byggebeskrivelser anvendes konceptet fortsat i 2000'erne.

## Tabeller med produktkode eksempler
| TUN produktkode (NPN)    | TUP (komplementær) produktkode (PNP) | Bemærkning                     | evt. Vceo (V) max | evt. Ic (mA) max | evt. Ptot @amb= 25 °C (mW) max | evt. hFE =beta @Ic=1..10mA @Vce=5V (A/A) min..max (typ) | evt. Ft @Vce=5..20V (MHz) min(typ) | Databladskilder |
| ------------------------ | ------------------------------------ | ------------------------------ | ----------------- | ---------------- | ------------------------------ | ------------------------------------------------------- | ---------------------------------- | --------------- |
| BC337                    | BC327                                | TO-92, høj strøm               | 45                | 800              | 625                            | 100-630                                                 | (170)                              |                 |
| BC338                    | BC328                                | TO-92, høj strøm               | 25                | 800              | 625                            | 100-630                                                 | (170)                              |                 |
| BC546                    | BC556                                | TO-92, høj Vce                 | 65                | 100              | 500 625                        | 100-800(200)                                            | (250) (300)                        |                 |
| BC547                    | BC557                                | TO-92                          | 45                | 100              | 500 625                        | 100-800(200)                                            | (250) (300)                        |                 |
| BC548                    | BC558                                | TO-92                          | 30                | 100              | 500 625                        | 100-800(200)                                            | (250) (300)                        |                 |
| BC549                    | BC559                                | TO-92, lav støj                | 30                | 100              | 500 625                        | 100-800(200)                                            | (250) (300)                        |                 |
| BC550                    | BC560                                | TO-92, lav støj                | 45                | 100              | 500 625                        | 100-800(200)                                            | (250) (300)                        |                 |
| BC635-16                 | BC636-16                             | TO-92, høj strøm               | 45                | 1000             | 830                            | 100-250                                                 | 100                                |                 |
| BC637-16                 | BC638-16                             | TO-92, høj strøm, høj Vce      | 60                | 1000             | 830                            | 100-250                                                 | 100                                |                 |
| BC639-16                 | BC640-16                             | TO-92, høj strøm, høj Vce      | 80                | 1000             | 830                            | 100-250                                                 | 100                                |                 |
| 2N2222                   | 2N2907                               | TO-18, høj strøm               | 30                | 800              | 400 500                        | 100-300                                                 | 250                                |                 |
| 2N2222A                  | 2N2907A                              | TO-18, høj strøm               | 40                | 800              | 400 500                        | 100-300                                                 | 300                                |                 |
| P2N2222A PN2222A ST2222A | P2N2907A PN2907A ST2907A             | TO-92, høj strøm               | 40                | 800              | 400 500                        | 100-300                                                 | 300                                |                 |
| 2N3904                   | 2N3906                               | TO-92                          | 40                | 200              | 625                            | 100-300                                                 | 300                                |                 |
| 2SC2240                  | 2SA970                               | TO-92, meget lav støj, høj Vce | 120               | 100              | 300                            | 200-700                                                 | (100)                              |                 |

Bemærkninger:
- Står der flere tal over hinanden i samme celle, skyldes det at forskellige producenter, opgiver forskellige data.
- I dag (2018) er transistorer med metalhuse (TO-18) dyrere end plasthuse (TO-92).

## Tabeller med egenskaber og begrænsninger

### Transistor TUN TUP
Når man skal designe elektroniske kredsløb med Elektor universaltransistorer, skal de bipolare transistorer opfattes som havende følgende egenskaber og begrænsninger:
| Benævnelse                    | Polaritet | Vceo (V) max | Ic (mA) max | Ptot (mW) max | hFE =beta (A/A) cirka | Ft (MHz) cirka | Databladskilder |
| ----------------------------- | --------- | ------------ | ----------- | ------------- | --------------------- | -------------- | --------------- |
| Transistor-Universal-NPN, TUN | NPN       | 20           | 100         | 100           | 100                   | 100            | [ 1 ]           |
| Transistor-Universal-PNP, TUP | PNP       | -20          | -100        | 100           | 100                   | 100            | [ 1 ]           |

Bemærkninger:
- Den maksimale totale afsatte effekt i transistoren Ptot (=Pmax) er med stor sikkerhed opgivet for en omgivelsestemperatur på 25 °C.
- Strømforstærkningsfaktoren hFE, beta er med stor sikkerhed opgivet for Ic=1..10mA og ved Vce=5V. (Strømforstærkningsfaktoren falder for lavere og højere Ic end den opgivne - og for lavere Vce end den opgivne)
- Transition frequency Ft (hFE=1) er med stor sikkerhed opgivet for Ic=1..10mA og ved Vce=5V. (Transition frequency  falder for lavere og højere Ic end den opgivne - og for lavere Vce end den opgivne)
- For transistortemperaturer i mikrochippen højere og lavere end 25 °C vil strømforstærkningsfaktor hFE og Transition frequency Ft kunne være både lavere eller højere.

### Diode DUS DUG
Når man skal designe elektroniske kredsløb med Elektor universaldioder, skal dioderne opfattes som havende følgende egenskaber og begrænsninger:
| Benævnelse                     | Halvledermateriale | Ureverse (V) max | Iforward (mA) max | Ireverse (uA) cirka | Ptot (mW) max | Cdevice (pF) cirka | Databladskilder |
| ------------------------------ | ------------------ | ---------------- | ----------------- | ------------------- | ------------- | ------------------ | --------------- |
| Diode-Universal-Silicium, DUS  | Silicium           | 25               | 100               | 1                   | 250           | 5                  | [ 1 ]           |
| Diode-Universal-Germanium, DUG | Germanium          | 20               | 35                | 100                 | 250           | 10                 | [ 1 ]           |

Bemærkninger:
- Den maksimale totale afsatte effekt i dioden Ptot (=Pmax) er med stor sikkerhed opgivet for en omgivelsestemperatur på 25 °C.
- Lækstrømmen Iforward er med stor sikkerhed opgivet for en omgivelsestemperatur på 25 °C. (Lækstrømmen falder meget for lavere omgivelsestemperaturer - og stiger meget for højere omgivelsestemperaturer)
- Diodens parasitiske kapacitans er typisk opgivet ved Vreverse=0..1V. (for højere Vreverse vil Diodens parasitiske kapacitans falde)

## Tabeller med mindste egenskaber og mindstekrav for at opfylde TUN TUP DUS DUG

### Transistor TUN TUP
Når man skal finde bipolare transistorer, som skal opfylde Elektors universaltransistorkrav, skal de bipolare transistorer have følgende mindste egenskaber og mindstekrav:
| Benævnelse                          | Polaritet | Vceo (V) min | Ic (mA) min | Ptot (mW) min | hFE =beta (A/A) min | Ft (MHz) min | Databladskilder |
| ----------------------------------- | --------- | ------------ | ----------- | ------------- | ------------------- | ------------ | --------------- |
| (for Transistor-Universal-NPN, TUN) | NPN       | 20           | 100         | 100           | 100                 | 100          | [ 1 ]           |
| (for Transistor-Universal-PNP, TUP) | PNP       | -20          | -100        | 100           | 100                 | 100          | [ 1 ]           |

Bemærkninger:
- Den maksimale totale afsatte effekt i transistoren Ptot (=Pmax) er med stor sikkerhed opgivet for en omgivelsestemperatur på 25 °C.
- Strømforstærkningsfaktoren hFE, beta er med stor sikkerhed opgivet for Ic=1..10mA og ved Vce=5V. (Strømforstærkningsfaktoren falder for lavere og højere Ic end den opgivne - og for lavere Vce end den opgivne)
- Transition frequency Ft (hFE=1) er med stor sikkerhed opgivet for Ic=1..10mA og ved Vce=5V. (Transition frequency  falder for lavere og højere Ic end den opgivne - og for lavere Vce end den opgivne)
- For transistortemperaturer i mikrochippen højere og lavere end 25 °C vil strømforstærkningsfaktor hFE og Transition frequency Ft kunne være både lavere eller højere.

### Diode DUS DUG
Når man skal finde bipolare transistorer, som skal opfylde Elektors universaldiodekrav, skal dioderne have følgende mindste egenskaber og mindstekrav:
| Benævnelse                           | Halvledermateriale | Ureverse (V) min | Iforward (mA) min | Ireverse (uA) max | Ptot (mW) min | Cdevice (pF) max | Databladskilder |
| ------------------------------------ | ------------------ | ---------------- | ----------------- | ----------------- | ------------- | ---------------- | --------------- |
| (for Diode-Universal-Silicium, DUS)  | Silicium           | 25               | 100               | 1                 | 250           | 5                | [ 1 ]           |
| (for Diode-Universal-Germanium, DUG) | Germanium          | 20               | 35                | 100               | 250           | 10               | [ 1 ]           |

Bemærkninger:
- Den maksimale totale afsatte effekt i dioden Ptot (=Pmax) er med stor sikkerhed opgivet for en omgivelsestemperatur på 25 °C.
- Lækstrømmen Iforward er med stor sikkerhed opgivet for en omgivelsestemperatur på 25 °C. (Lækstrømmen falder meget for lavere omgivelsestemperaturer - og stiger meget for højere omgivelsestemperaturer)
- Diodens parasitiske kapacitans er typisk opgivet ved Vreverse=0..1V. (for højere Vreverse vil Diodens parasitiske kapacitans falde)